# 베타-메틸글루타코닐-CoA
β-메틸글루타코닐-CoA(영어: β-methylglutaconyl-CoA) 또는 3-메틸글루타코닐-CoA(영어: 3-methylglutaconyl-CoA)는 류신의 대사 경로에서의 대사 중간생성물이다. β-메틸글루타코닐-CoA는(MG-CoA)는 β-메틸글루타코닐-CoA 수화효소(MG-CoA 수화효소)에 의해 β-하이드록시 β-메틸글루타릴-CoA(HMG-CoA)로 전환된다.

## 류신의 대사 경로
|  |

## 같이 보기
- β-메틸크로토닐-CoA
- β-메틸크로토닐-CoA 카복실화효소
- β-메틸글루타코닐-CoA 수화효소